# Blížkovice
Blížkovice (in tedesco Lispitz-Markt) è un comune mercato della Repubblica Ceca facente parte del distretto di Znojmo, in Moravia Meridionale. Nel comune si trova la seconda piazza triangolare più grande del Paese.